# Falacia del Nirvana
La falacia del nirvana, o falacia de la solución perfecta, es el error lógico de comparar cosas reales con cosas irreales o con alternativas idealizadas. También puede referirse a la tendencia de suponer que existe una solución perfecta a un problema particular.
Al crear una dicotomía que presenta una opción que es evidentemente ventajosa pero que al mismo tiempo resulta completamente inverosímil, la persona incurre en la falacia del nirvana, es decir, la de atacar cualquier idea contraria porque es imperfecta. En esta construcción mental, la elección no se da entre soluciones del mundo real, sino entre una posibilidad realista y otra irreal que es simplemente mejor. La falacia del Nirvana vendría a ser, por tanto, un tipo de falso dilema. 

## Antecedentes y origen de la falacia

### William Shakespeare - Rey Lear
William Shakespeare pone en boca del duque de Albany en el Rey Lear: "Agitándonos para alcanzar lo mejor, maleamos a menudo lo bueno".

### Voltaire: Lo mejor es enemigo de lo bueno
Lo mejor es enemigo de lo bueno es un aforismo atribuido a Voltaire, quien escribió en italiano el proverbio en su Diccionario filosófico en 1770: "Il meglio è l'inimico del bene". el cual apareció después en el cuento moral La Bégueule (1772):

Dans ses écrits, un sage Italien
 Dit que le mieux est l'ennemi du bien.

(En sus escritos, un sabio italiano
Dice que lo mejor es enemigo de lo bueno)

De dichos versos de Voltaire se escoge "Le mieux est l'ennemi du bien", que se traduce por Lo mejor es enemigo del bien y también por Lo mejor es enemigo de lo bueno.

### Harold Demsetz: el nirvana, la perfección
La falacia del Nirvana se le dio su nombre por el economista Harold Demsetz en 1969, quien dijo:

La opinión que ahora invade la gran economía política pública implícita es la opción correspondiente en las relaciones entre una norma ideal y un arreglo institucional existente "imperfecto". Este enfoque nirvana difiere considerablemente del enfoque comparativo en el que la elección relevante es entre otros mecanismos de enfoques institucionales reales.

## Falacia de la solución perfecta
La falacia de la solución perfecta es una falacia informal que se produce cuando en un argumento se supone que existe una solución perfecta o que se debe rechazar una solución imperfecta porque alguna parte del problema seguiría existiendo después de su aplicación. Este es un ejemplo de pensamiento en blanco y negro, en el que una persona no logra ver la compleja interacción entre los múltiples elementos componentes de una situación o problema y, como resultado, reduce los problemas complejos a un par de extremos binarios.
Es común que los argumentos que cometen esta falacia omitan cualquier detalle sobre cómo exactamente, o con qué gravedad, se afirma que una solución propuesta no es aceptable, expresando el rechazo sólo en términos vagos. Alternativamente, puede combinarse con la falacia de prueba anecdótica, cuando un ejemplo específico del fracaso de una solución se describe con detalles emocionalmente poderosos pero se ignoran las tasas de base (véase heurística de disponibilidad).

### La falacia en la filosofía
Aristóteles, Confucio y otros filósofos clásicos propusieron el principio de la media de oro (filosofía), que aconseja contra el extremismo en general.

### Principio de Pareto
El principio de Pareto o la regla 80-20 explica esto numéricamente. Por ejemplo, comúnmente toma el 20% del tiempo completo para completar el 80% de una tarea, mientras que para completar el último 20% de una tarea toma el 80% del esfuerzo.
Alcanzar la perfección absoluta puede ser imposible y, por lo tanto, a medida que el aumento del esfuerzo da lugar a rendimientos decrecientes, la actividad posterior se vuelve cada vez más ineficiente. 

### Robert Watson-Watt
Robert Watson-Watt, que desarrolló el radar de alerta temprana en Gran Bretaña para contrarrestar el rápido crecimiento de la Luftwaffe, propuso un "culto a los imperfectos", que declaró: "Dales la tercera mejor opción para seguir adelante; la segunda mejor opción llega demasiado tarde, la mejor nunca llega".

## Ejemplos
Postulado (falaz)
Esas campañas preventivas de anuncios contra la conducción en estado de ebriedad no van a funcionar. Siempre habrá gente que beba y conduzca.
Refutación
La erradicación completa de la conducción bajo los efectos del alcohol no es el resultado esperado. El objetivo es su reducción.
Postulado (falaz)
Los  cinturones de seguridad son una mala idea. Siempre habrá gente que muera en los accidentes de coche.
Refutación
Aunque los cinturones de seguridad no hagan la conducción 100% segura, reducen drásticamente la probabilidad de morir en un accidente de coche.